# Sarah Kerrigan
Sarah Louise Kerrigan è uno dei personaggi principali della serie di videogiochi di StarCraft. È inizialmente un soldato, Luogotenente della Confederazione appartenente al progetto "Fantasma" che aveva come obiettivo l'addestramento di super-soldati dotati di facoltà psichiche speciali (abilità psioniche); poi passa nelle file dei Figli di Korhal (futuro Dominio), guidati da Arcturus Mengsk e ne diventa Tenente in qualità di comandante in seconda. Abbandonata a se stessa, proprio da Mengsk, in balia di un'orda zerg apparentemente sembra essere uccisa, salvo scoprire in seguito che è stata catturata viva dallo sciame e il suo codice genetico riprogrammato per diventare un'ibrida umano/zerg. Diventa nel gioco il personaggio antagonista dopo la mutazione che la rende la Regina delle lame della razza Zerg, dapprima come comandante in seconda (al pari dei Cerebrati) sotto il controllo dell'Unica Mente e poi diventa infine il comandante di una propria genia Zerg. Della sua vecchia esistenza conserva tutti i ricordi ma ormai la sua fedeltà allo sciame è assoluta. Nei confronti di Mengsk nutre un odio feroce per quello che le ha fatto.

## Storia

### StarCraft
Sarah Louise Kerrigan scoprì la forza dei suoi poteri psionici latenti in tenera età. Un innocente raptus d'ira infantile rivolto contro i genitori causò una gravissima emorragia cerebrale alla madre, uccidendola in modo orribile. Negli anni seguenti, suo padre avrebbe ripetuto continuamente solo queste parole: "Ho visto la sua testa disintegrarsi". A causa di questo terribile incidente, la Confederazione Terran venne a conoscenza dei suoi poteri e la reclutò per il programma "Fantasma". In seguito ai risultati senza precedenti (livello psionico 10, mai raggiunto da nessuno fino a quel momento; più tardi anche il fantasma Nova raggiungerà quel livello) dei test di valutazione psionici, le sue abilità richiesero un completo riassetto del sistema di misurazione. Ciò che restava della sua umanità fu annientato e Kerrigan divenne il Fantasma numero 24 (numero in codice 24601).
L'eccellenza dimostrata nell'ambito del programma Fantasma la portò a diventare un'assassina implacabile al comando del corrotto governo confederato. L'assassinio del senatore indipendente Angus Mengsk, da parte di Kerrigan e altri due fantasmi, destò l'attenzione del figlio del defunto, Arcturus.
Inizialmente determinato a esigere vendetta per l'omicidio del padre, Arcturus capì presto che Kerrigan sarebbe potuta diventare un'arma da usare contro la Confederazione, così uccise gli altri 2 fantasmi ma non Kerrigan.
Sarah Kerrigan viene scelta da Arcturus Mengsk per divenire il braccio destro della sua organizzazione, che contrappone gli indipendentisti del pianeta Korhal IV alle forze della Confederazione Terran, dopo che queste ultime avevano bombardato il pianeta con armi nucleari, rendendolo desertico.
Ma Sarah non si ricordava di aver ucciso il padre di Arcturus perché dopo ogni missione, a tutti i fantasmi viene cancellata la memoria.
Dopo averla salvata da una struttura sperimentale clandestina, rimosse i suoi inibitori neurali, restituendole i suoi ricordi per metterla contro il governo che aveva abusato di lei. Kerrigan e Mengsk divennero alleati.
Nella campagna Terrestri di Starcraft, il rivoluzionario Arcturus Mengsk combatte la Confederazione servendosi dello sciame zerg, che può controllare tramite un emettitore PSI. A seguito di alcuni contrasti con Kerrigan, Mengsk invierà proprio quest'ultima, da sola, a distruggere la flotta Protoss e salvare gli Zerg del pianeta Tarsonis, piuttosto che farli attaccare dagli stessi Protoss. Ma lo sciame, incontrollato, attaccherà l'avamposto terrestre alle spalle, uccidendo tutti, compresa Sarah, il cui corpo viene racchiuso dagli Zerg in un bozzolo.
Nella campagna Zerg, il giocatore dovrà accompagnare il bozzolo attraverso le varie fasi di sviluppo sino alla sua apertura, rivelando che Kerrigan è viva, ma è divenuta una zerg dominata dall'Unica Mente. Tuttavia, le forze congiunte di Protoss e terrestri riusciranno ad abbattere l'Unica Mente, liberando Kerrigan dal suo dominio, ma senza riconvertirla in terrestre. Lo sciame zerg, indebolito, si ritira su Char assieme a Sarah, la Regina delle Lame, meditando un imminente ritorno.

### StarCraft: Brood War
Nell'espansione Brood War, Kerrigan riesce ad ingannare sia i Protoss che i Terrestri di Jim Raynor, i quali la aiutano a distruggere definitivamente l'Unica mente. In questo modo, Kerrigan regna su tutti gli Zerg, distruggendo completamente la forza d'invasione del DTU, autoproclamandosi regina dell'universo. I Protoss ed Arcturus Mengsk torneranno sconfitti a ricostruire le proprie forze sui rispettivi pianeti.

### StarCraft II
Nel secondo capitolo della saga, StarCraft II, Kerrigan è di nuovo potente (livello psionico 12) e al comando degli zerg. Si rivelerà essere l'unica speranza di salvezza delle tre razze contro la minaccia dell'ibrido protoss-zerg.
Raynor, sfruttando il potere di un antico artefatto Xel'Naga, riesce a farle recuperare la sua coscienza umana, e a ridarle quindi il completo libero arbitrio. In Heart of the Swarm, ora libera dallo sciame, viene portata in una base nel Protettorato Umojano che viene però attaccata dalle forze del Dominio, costretta alla fuga decide di vendicarsi di Mengsk e cercare Raynor. Su invito di Zeratul si reca su Zerus, pianeta degli Zerg, e diventa una nuova regina delle lame pur mantenendo la sua umanità. Alla fine riesce a liberare Raynor ma costui la rigetta perché disgustato dal fatto che si è fatta reinfestare. Nell'ultimo capitolo della saga, Legacy of the Void, riesce infine a uccidere Amon, uno Xel'Naga rinnegato, diventando ella stessa una Xel'Naga.

## Aspetto
In origine, Kerrigan era una giovane donna dai capelli rossi - a volte riuniti a coda di cavallo - e occhi verdi. Il suo abbigliamento comprendeva un'armatura dotata di un sistema d'occultamento. Una volta diventata la Regina delle Lame l'aspetto di Kerrigan cambia radicalmente: la pelle diventa verde e protetta da un lucido carapace viola che comprende una corazza e dei parastinchi; i capelli diventano simili a steli; dietro la schiena compaiono due enormi ali scheletriche con le quali Kerrigan riesce a fare a pezzi i nemici; gli occhi diventano gialli. Ascesa come Xel'Naga, Kerrigan si presenta come fatta di pura luce, comprese le ali che non sono più minacciose.

## Personalità
Quando era umana, Kerrigan era coraggiosa e audace. Inoltre, ha un carattere morale, come quando si oppone alla scelta di Arcturus Mengsk di usare gli Zerg come arma, seppur poi lo aiuta comunque nella missione, causando il massacro della popolazione di Tarsonis. Divenuta la Regina delle Lame diventa più sadica e aggressiva, ma anche fredda, calma e calcolatrice, anche se, dopo essere stata purificata dall'artefatto Xel'Naga, riacquista parte della propria umanità, che conserverà anche quando diventerà di nuovo la leader degli zerg. Una volta consapevole delle azioni di Amon, Kerrigan, presa la sua vendetta contro Mengsk, arriverà anche a stringere delle sottili alleanze con i terran e i protoss contro il loro vero nemico.

## Altre apparizioni
- Kerrigan appare come personaggio selezionabile nel videogioco Heroes of the Storm.
- Nel film Warcraft - L'inizio è possible scorgerla durante i titoli di apertura all'interno del logo Blizzard.

1. ↑  Sarah Kerrigan - StarCraft and StarCraft II Wiki - Wikia